# Адмирал Владимирский (судно)
Океанографическое исследовательское судно «Адмирал Владимирский» — построено по проекту 852 на Щецинской верфи им. Варского в 1975 году. Всего по данному проекту было построено 6 судов, головное судно проекта «Академик Крылов» было сдано ВМФ СССР в 1974 году. Названо в честь командующего Черноморским флотом Льва Владимирского, входит в состав Балтийского флота ВМФ России.

## Общие сведения
Судно предназначено для наблюдения за течениями, исследования в области химической гидрологии, морских биологических наблюдений, морской метеорологии, актинометрических наблюдений, наблюдениями за волнением, аэрологических наблюдений. Оно может находиться в автономном плаванье до 90 суток и способно пройти 18 000 миль (25 000 миль). Судно на своем борту имеет 2 гидрографических промерных катера, 19 специализированных лабораторий. Также оно оснащено одним краном на 7 тонн, и двумя кранами по 250 кг. Имеется площадка и ангар на 1 вертолет типа Ка-25. Корпус способен выдерживать напор льдов толщиной до 1 м.

## Служба
За период в 1975—1990 и 1994—2001 годы судно совершило 15 рейсов в районы: Южный сектор Индийского океана, Южная часть Атлантического океана, Северо-Западная часть Индийского океана, Южный сектор Тихого океана, Индийский океан, Красное море, Средиземное море, Аравийское море, Атлантический океан, Чёрное море.
В 1975—1990 годах было приписано к Черноморскому флоту, базируясь в Севастополе. В 1990—1994 годах находилось на ремонте в Польше. После ремонта на Чёрное море уже не вернулось и было перечислено в состав Балтийского флота с базированием в Кронштадте. Единственное оставшееся в строю судно своего типа.

### Антарктическая экспедиция 1982—1983 годов
2 декабря 1982 года два океанографических исследовательских судна «Адмирал Владимирский» и «Фаддей Беллинсгаузен» отправились по маршруту русской антарктической экспедиции на шлюпах «Восток» и «Мирный» (1819—1821 гг.). Основной задачей экспедиции было исследование малоизученных районов океанов, которые примыкают к Антарктиде, получение данных новых и корректура имеющихся морских карт, лоций, пособий для плавания. Имелась и политическая цель: повторение маршрута плавания на шлюпах «Восток» и «Мирный» должно было напомнить всему миру о приоритете России в открытии шестого континента планеты.
В ходе комплексных океанологических исследований были получены новые данные о рельефе дна, о температуре и солености морской воды, течениях, грунтах и метеорологических элементах. Открыто 178 подводных гор и возвышенностей, уточнено положение 13 островов в Южном океане. Среди них острова Бофорта, Баунти, Антиподов, Бове, Франклина, Скотта, Петра I и другие. Было доказано отсутствие островов Терра-Нова. Впервые определено положение Южного магнитного полюса после перемещения его с континента в море Д’Юрвиля, что имеет важное теоретическое и практическое значение. За 147 суток было пройдено более 33 тысяч миль, из них 13 тысяч во льдах и айсбергах, при этом «Адмирал Владимирский» в проливе Мак-Мердо достиг широты 78°15’ — самой южной точки, достигнутой отечественными судами. Завершилась антарктическая кругосветка 27 апреля 1983 года.

### Экспедиция 2014 года
С августа по декабрь 2014 года прошло кругосветное плавание, перед которым судно прошло ремонт на «Канонерском заводе» в Санкт-Петербурге. В процессе ремонта были обновлены системы жизнеобеспечения и установлено новое оборудование для работы в различных широтах, в том числе:
- новый многолучевой эхолот, который позволяет производить съёмку рельефа дна;
- гидрометеостанция, производящая измерения гидрометеопараметров в автоматическом режиме;
- приёмоиндикаторы для приёма сигналов спутниковых и береговых радионавигационных систем,
- новые морские средства навигации;
- электронная картографическая навигационная информационная система.

В ходе похода были проведены метеорологические, гидрографические, гидрологические и картографические исследования. Актинометрические и аэрологические наблюдения. Также прошли наблюдения за волнениями и течениями морей и океанов, проведено исследование морских организмов. В ходе экспедиции проведено комплексное океанографическое исследование, которые включило в себя:
- обследование форм рельефа дна,
- испытания новых радионавигационных приёмоиндикаторов в высоких широтах,
- изучение ледовой обстановки,
- уточнение координат средств навигационного оборудования и положения береговой черты островов и морей Северного Ледовитого океана.

Начальной точкой маршрута стал Кронштадт, откуда 18 августа 2014 года судно начало свой поход. Маршрут прошёл по Балтийскому, Северному, Баренцеву морям, Северному морскому пути, Берингову морю, северной части Тихого океана. По Панамскому каналу судно вышло в Атлантический океан, пересекло его и, пройдя проливом Ла-Манш, южной частью Северного моря, Датскими проливами, замкнуло маршрут в Балтийском море, оставив за кормой 24 670 морских миль и совершив заходы в пять российских портов: Мурманск, Диксон, Тикси, Певек, Петропавловск-Камчатский, а также в четыре зарубежных: Ванкувер (Канада), Коринто (Никарагуа), Гавана (Куба), Брест (Франция).
Хроника похода:
- 18.8.2014 торжественные проводы в Кронштадте[5].
- 27.8.2014 завершён 1-й этап кругосветного плавания, заход в главную базу СФ город Североморск[9].
- 2.9.2014(?) выход из главной ВМБ СФ города Североморска, взят курс на порт Диксон[10].
- 8.9.2014(?) заход в порт Диксон (Карское море)[11].
- 18.9.2014(?) заход в порт Тикси (море Лаптевых)[12].
- 22.9.2014(?) в рамках 2-го этапа кругосветного плавания: выход из порта Тикси (море Лаптевых), взят курс в порт Певек (Восточно-Сибирское море). В рамках первой половины похода по трассе Северного морского пути экипаж «Адмирала Владимирского» сделал ряд географических открытий.[13]
- 23.9.2014 произведена высадка на берег открытого годом ранее с воздуха острова Яя[21].
- 29.9.2014(?) заход в порт Певек. Экипаж встретился с представителями органов власти города Певек по вопросам развития Северного морского пути. С начала кругосветного плавания экипажем судна выполнено 13440 км маршрутного промера, установлено 95 разовых дрейфовых океанографических станций, а также осмотрено с моря более 280 геодезических знаков и средств навигационного оборудования.[14]
- 2.10.2014(?) выход из порта Певек, взят курс на Петропавловск-Камчатский.[15]
- 12-16.10.2014 заход в порт Петропавловска-Камчатского. За время похода экипаж судна обнаружил несколько новых островов неподалёку от Новой Земли, а также ранее неизвестные мысы и проливы.[16] Прибытие в порт Владивосток ожидается 24.10.2014. После визита во Владивосток океанограф «Адмирал Владимирский» планирует совершить трансокеанский переход к берегам Центральной Америки, затем через Панамский канал судно выйдет в Атлантику.[17]
- 13.11.2014 стало известно, что судно «Адмирал Владимирский», совершающее кругосветное плавание, внезапно изменило маршрут и вместо Канады отправилось к берегам Австралии[18].
- 16.12.2014(?) заход в порт Коринто в Никарагуа. За время перехода из Владивостока экипаж судна замерил точные глубины Тихого океана и отметил покрытие пути спутниками.[19]
- 20.12.2014 заход в Панамский канал. От Кронштадта пройдено 23 000 миль.[6]
- 24.12.2014. Утром 24 декабря судно зашло в порт Гавана. Стоянка продлится около 5 суток.[20]
- 1.1.2015. Участники похода встретили новогодние праздники в Северной Атлантике.[7]
- 12.1.2015(?) начало прохождения пролива Ла-Манш для возвращения в пункт постоянного базирования. До этого судно несколько суток пережидало шторм в заливе Сены у берегов Франции. По пути следования к российским берегам экипаж гидрографического судна продолжает выполнение океанографических исследований — производит маршрутный промер морского дна, обследует точки якорных стоянок, собирает сведения для корректуры навигационных морских карт, руководств и пособий для плавания. Прибытие судна в Кронштадт ожидается 17.1.2015.[8]

### Экспедиция 2015—2016 гг
6 ноября 2015 года судно вышло из Кронштадта и направилось к берегам Антарктиды. Экспедиция посетит порты Алжир (17-19 ноября), Суэц (Египет), Джидда (Саудовская Аравия), Виктория (Сейшельские острова), Мадагаскар, Мапуту (Мозамбик), Кейптаун (ЮАР), Малабо (Экваториальная Гвинея), Луанда (Ангола), Лиссабон (Португалия).
Начальник 6-й Атлантической экспедиции ВМФ России (командир похода) — капитан 2 ранга Дмитрий Пунтус, капитан судна — Александр Пышкин. Заместитель командира похода по работе с верующими военнослужащими – иерей Олег (Артёмов).
«Адмирал Владимирский» должен пройти около 30 тысяч морских миль и возвратится в Кронштадт в апреле 2016 года.
Судно завершило основной этап экспедиции в Антарктиду, 3 марта прибыло в порт Кейптаун, откуда 8 марта отправилось к родным берегам.

### Экспедиция 2017 года
6 апреля 2017 года судно вышло в дальний морской поход. По состоянию на 22 апреля прошло Балтику, Северное море, через пролив Ла-Манш вышло в Атлантический океан, миновало Гибралтар и зашло в Средиземное море.

### Экспедиция 2019—2020 гг

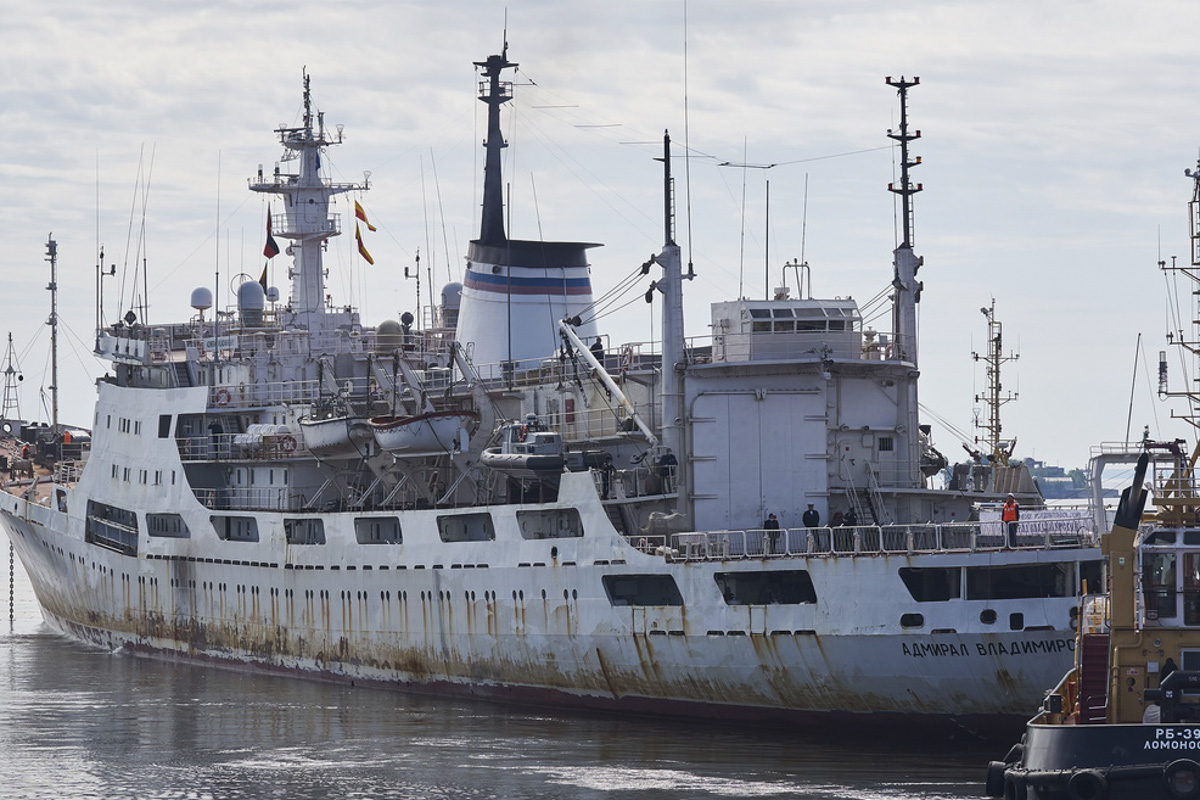
Гидрографическое судно Балтийского флота «Адмирал Владимирский» после возвращения из кругосветного плавания. Кронштадт. 6 июня 2020 года

С 3 декабря 2019 года по 8 июня 2020 года, после очередного капитального ремонта, вместе с судном «Маршал Геловани», принимает участие в кругосветной океанографической экспедиции Гидрографической службы ВМФ РФ, посвящённой 200-летию открытия Антарктиды и 250-летию со дня рождения адмирала И. Ф. Крузенштерна.
26 июля 2020 года принял участие в Главном военно-морском параде в честь Дня Военно-Морского Флота России в Санкт-Петербурге.

## Судно-шпион
В совместном расследовании, проведенном спецслужбами и общественными компаниями Дании, Норвегии, Швеции и Финляндии утверждается что «Адмирал Владимирский» используется как корабль-шпион. Так судно занимается картографированием морских кабелей, газопроводов в водах скандинавских стран, ветрянных электростанций, газопроводов, силовых и интернет-кабелей в Балтийском и Северном морях. В расследовании утверждается, что судно замедляет ход у интересующих его объектов и курсирует вокруг, также судно около месяца плыло с выключенным судовым передатчиком. Западные журналисты, попытавшиеся подойти к судну на лодке, отмечают, что их встретил человек в маске, вышедший на палубу с автоматом Калашникова.